# Stadionul Giuseppe Meazza
Stadio Giuseppe Meazza, cunoscut și sub numele de San Siro, este un stadion de fotbal din Milano, Italia. Este unul dintre cele mai renumite stadioane din lume, fiind locul unde își dispută meciurile de acasă cluburile italiene A.C. Milan și Internazionale Milano.

## Istoric
Construcția stadionului a început în 1925 în districtul San Siro din Milano, el fiind numit inițial „Nuovo Stadio Calcistico San Siro” (Noul Stadion Fotbalistic San Siro). Ideea de a construi un stadion în același district ca pista de curse de cai, aparține celui care atunci era președintele clubului AC Milan, Piero Pirelli. Arhitecții au proiectat un stadion privat doar pentru fotbal, fără piste de atletism, care caracterizau stadioanele italiene construite cu fonduri publice. Inaugurarea a fost pe 19 septembrie 1926, când 35.000 de spectatori au văzut cum Internazionale Milano îi învingea pe cei de la AC Milan cu 6-3. Inițial, terenul a fost casa și de proprietatea clubului AC Milan. În 1947 Internazionale a devenit chiriaș, iar cele două împart terenul de atunci. Aici mai joacă ocazional și Italia și a mai fost folosit pentru Finalele Ligii Campionilor din 1965, 1970, 2001 și 2016.